# بئر الهذيل (سنحان)

تعديل مصدري - تعديل

بئر الهذيل هي إحدى قرى عزلة الربع الغربي بمديرية سنحان وبني بهلول التابعة لمحافظة صنعاء، بلغ تعداد سكانها 1015 نسمة حسب تعداد اليمن لعام 2004.